# Ira Davis
Ira Sylvester Davis (ur. 25 września 1936 w Filadelfii) – amerykański lekkoatleta, trójskoczek, trzykrotny olimpijczyk.
Zajął 11. miejsce w finale trójskoku na igrzyskach olimpijskich w 1956 w Melbourne oraz 7. miejsce w tej konkurencji na igrzyskach panamerykańskich w 1959 w Chicago.
Zajął 4. miejsce w trójskoku na igrzyskach olimpijskich w 1960 w Rzymie i 9. miejsce na  igrzyskach olimpijskich w 1964 w Tokio.
Był mistrzem Stanów Zjednoczonych (AAU) w trójskoku w latach 1950–1960 i wicemistrzem w 1964. Był także akademickim mistrzem USA (IC4A) w biegu na 100 jardów w 1958.
Czterokrotnie poprawiał rekord USA w trójskoku. Był pierwszym amerykańskim trójskoczkiem, który najpierw osiągnął wynik 16 metrów (18 czerwca 1960 w Nowym Jorku), a tydzień później go później go poprawił na 16,26 m. Podczas igrzysk  olimpijskich w Rzymie skoczył na odległość 16,41 m, a 6 lipca 1964 w Los Angeles uzyskał wynik 16,43 m. Ten rekord został poprawiony dopiero przez Arta Walkera w 1966.
Rekordy życiowe Davisa:
- trójskok – 16,43 m (26 lipca 1964, Los Angeles, 10. wynik  na świecie w  roku)[7]
- skok w dal – 7,82 m (24 maja 1958, Filadelfia, 5. wynik  na świecie w  roku)[8]